# 王子朝
王子朝（おうじちょう、生年不詳 - 紀元前505年）は、中国の春秋時代の周の王子。姓は姫、名は朝。景王の死後に反乱を起こした。

## 生涯
王子朝は周の景王の庶長子として生まれた。紀元前527年、景王の太子寿が死去した。景王は王子朝を気に入っており、景王と賓孟は王子朝を太子に立てようとしたが、劉献公の庶子の劉文公が賓孟を憎み、これに反対していた。紀元前520年4月、景王が単穆公と劉献公を殺害しようと計画していたところ、心臓の病のため栄錡氏の邸で死去した。3日後に劉献公が死去し、劉文公が後を嗣いだ。単穆公と劉文公は悼王を擁立した。5月、劉文公は賓孟を殺害し、王子たちは単穆公と盟を交わした。
6月、景王の葬儀がおこなわれると、王子朝は悼王即位によって職秩を失った者や霊王や景王の一族を引き入れて反乱を起こした。劉文公は揚に逃れ、さらに本拠地の劉に向かった。単穆公は平畤に逃れたが王子たちが追撃してくると反撃し、王子還・姑・発・弱・鬷・延・定・稠らを殺害した。王子朝は京に逃れ、劉文公は悼王とともに王城に入った。鞏簡公が京で王子朝の軍に敗れ、甘平公もまた敗れた。単穆公は晋に危急を伝えた。7月、単穆公は悼王とともに平畤に向かい、さらに圃車に向かい、皇に宿営した。劉文公は劉に赴いた。単穆公は王子処に王城を守らせ、平宮で百工たちと盟を交わした。王子朝側の鄩肸が皇を攻撃したが大敗し、鄩肸は捕らえられ、王城の市で焼き殺された。8月、司徒丑が悼王の軍を率いて前城で戦って敗れた。百工は反乱側に加担し、単氏の宮を攻撃して敗れた。単穆公は反撃し、東圉を攻めた。10月、晋の籍談・智躒が九州の戎と焦・瑕・温・原の軍を率いて悼王を王城に入れた。単穆公と劉文公は悼王の軍を率いて郊前で戦って敗れた。前城の人々は陸渾の戎を社で破った。11月、悼王は殺害された。敬王が即位し、子旅氏の館に身を置いた。
12月。晋の籍談・智躒・賈辛・司馬督は軍を率いて平陰・侯氏・谿泉にあり、社に宿営した。閏月、晋の箕遺・楽徴・右行詭は渡河して前城を占領し、その東南に布陣した。敬王の軍は京楚に布陣し、王子朝の拠る京を攻撃して、その西南を破壊した。
紀元前519年1月、周の敬王の軍と晋軍は王子朝側の郊を包囲して破った。晋軍は平陰に駐屯し、王軍は沢邑に駐屯していたが、敬王の使者が情勢の好転を報告すると、晋軍は本国に帰った。4月、単穆公は訾を占領し、劉文公は牆人と直人を占領した。6月、王子朝は尹に入った。尹圉は敬王側の劉佗を誘い出して殺した。単穆公は阪道から、劉文公は尹道から、尹を攻撃した。単穆公が先に到着して敗れたため、劉文公は撤退した。召荘公と南宮極が成周の人を率いて尹を守った。単穆公と劉文公と樊斉は敬王を連れて劉に赴いた。王子朝は王城に入り、左巷に宿営した。7月、鄩羅は王子朝を荘宮に入れさせた。尹辛は劉文公の軍を唐で破り、さらに鄩で撃破した。尹辛は西闈を占領し、蒯を攻め落とした。
紀元前518年1月、召簡公と南宮嚚は甘桓公を連れて王子朝と会見した。王子朝は鄔に入った。3月、晋の頃公が士弥牟を派遣して周の情勢を問わせた。士弥牟は乾祭門に立って人々から事情を聴取すると、晋の人は王子朝側を非とし、その使者を受け入れなくなった。6月、王子朝の軍は瑕と杏を攻め落とした。
紀元前517年夏、晋の趙鞅の主導により、魯・宋・衛・鄭・曹・邾・滕・薛・小邾の人々が黄父で会合し、王室の内紛を収拾するための善後策を協議した。10月、王子朝側の尹文公が鞏で洛水を渡り、東訾を焼いたが、勝てなかった。
紀元前516年4月、単穆公は晋に赴き、危急を伝えた。5月、劉文公の軍が王子朝の軍を尸氏で撃破した。王子朝の軍と劉の軍が施谷で戦ったが、劉軍が敗れた。7月、劉文公が敬王を連れて劉を出て、渠に宿営したので、王子朝の軍が劉を焼いた。敬王は褚氏に進軍し、萑谷に宿営した。さらに胥靡に入り、滑に宿営した。晋の智躒と趙鞅が軍を率いて敬王を保護し、汝寛に関塞を守らせた。10月、敬王が滑で起兵し、郊に入り、尸氏に宿営した。11月、晋軍が王子朝側の鞏を攻め落とした。召簡公が王子朝を追放し、王子朝は召氏の一族や毛氏得・尹氏固・南宮嚚らを連れ、周の典籍を持って楚に亡命した。王子朝側の陰忌は莒に逃れた。
紀元前505年春、王子朝は楚で周王室の人に殺害された。